# 세화항 (제주시)
세화항(細花港)은 제주특별자치도 제주시 구좌읍 세화리에 위치한 어항이다. 1986년 2월 4일 지방어항으로 지정되었다. 관리청은 제주특별자치도, 시설관리자는 제주시장이다.

## 어항 연혁
강대원씨편 구좌면지(舊左面誌)에 의하면 서기 1400년경 하도리에서 이주해서 부락이 이루어지기 시작해서 군위오씨(軍威吳氏)가 표선면 가시리에서 입주한 것이 설촌과정이라 한 것으로 보아 세화리가 「고는곶」이었다는 사실을 알게 된다. 또 세화리란 「고는곶」이란 '곶'을 꽃으로 미화해서 지어진 것으로 해석되는데 이형상목사(李衡祥牧使)의 탐라순력도에 의하면 세화란 지명으로 알려져서 300년전에 이루어진 지명이다.

## 어항 구역
- 수역: 북측 돌출부에서 정북으로 400m점과 정동으로 600m점으로부터 육지와 접근하는 각점을 연결한 선내의 수역
- 어항구역면적 : 606,00m2, 항내수면적: 39,100m2

## 어항 시설
방파제 680m, 물양장 230m, 호안 185m